# Heads and Hearts
Heads and Hearts, pubblicato nel 1985, è il quinto album in studio dei The Sound.

## Produzione
Secondo album in studio con la Statik, anch'esso registrato presso il Townhouse Studio 3 di Londra. Alla console stavolta ci fu Wally Brill, che conferì all'opera un suono cristallino, acuto, anche grazie agli arrangiamenti con tromba e sassofono, suonati da Tim Smith, Sarah Smith e Ian Nelson, marcando una certa differenza musicale con i primi due album della band - indubbiamente i migliori - e proseguendo il percorso sonoro intrapreso con Shock of Daylight, mentre i testi di Borland rimangono sempre introspettivi, sebbene ora più romantici.

## Tracce
1. Whirlpool – 4:01
2. Total Recall – 4:30
3. Under You – 4:19
4. Burning Part of Me – 3:26
5. Love Is not a Ghost – 4:15
6. Wildest Dreams – 5:13
7. One Thousand Reasons – 3:04
8. Restless Time – 3:36
9. Mining for Heart – 2:47
10. World as It Is – 2:10
11. Temperature Drop – 4:20

L'album è stato ristampato nel 2002 dalla Renascent Records in una versione rimasterizzata, includendo il singolo "Blood and Poison/Steel Your Air" del 1984, i cui due brani erano stati esclusi dalla track list del mini LP Shock of Daylight.

## Formazione
- Adrian Borland - chitarra, voce, tastiere
- Michael Dudley - batteria, percussioni
- Graham Bailey - basso
- Max Mayers - tastiere, chitarra
- Tim Smith - tromba
- Sarah Smith - sassofono
- Ian Nelson - sassofono